# Lombardei-Rundfahrt 2005
Die Lombardei-Rundfahrt 2005 war die 99. Austragung der Lombardei-Rundfahrt  und fand am 15. Oktober 2005 statt. Die Gesamtdistanz des Rennens betrug 242 Kilometer. Es siegte Paolo Bettini vor Gilberto Simoni und Fränk Schleck .

## Teilnehmende Mannschaften
| Lampre-Caffita Acqua & Sapone-Adria Mobil Bouygues Télécom | Ceramica Panaria-Navigare Cofidis-Le Crédit par Téléphone Crédit Agricole | Davitamon-Lotto Discovery Channel Domina Vacanze | Euskaltel-Euskadi Fassa Bortolo Française des Jeux | Team Gerolsteiner Illes Balears-Caisse d’Epargne Liberty Seguros-Würth | Liquigas-Bianchi Naturino-Sapore di Mare Phonak Hearing Systems | Quick Step-Innergetic Rabobank Saunier Duval-Prodir | Team CSC LPR-Piacenza Tenax-Nobili Rubinetterie | T-Mobile Team |

## Ergebnis
| Rang | Fahrer              | Land        | Team                       | Zeit       |
| ---- | ------------------- | ----------- | -------------------------- | ---------- |
| 1    | Paolo Bettini       | Italien     | Quick Step-Innergetic      | 5h 56' 22" |
| 2    | Gilberto Simoni     | Italien     | Lampre-Caffita             | gl. Zeit   |
| 3    | Fränk Schleck       | Luxemburg   | Team CSC                   | gl. Zeit   |
| 4    | Giampaolo Caruso    | Italien     | Liberty Seguros-Würth      | + 4"       |
| 5    | Davide Rebellin     | Italien     | Team Gerolsteiner          | + 54"      |
| 6    | Fabian Wegmann      | Deutschland | Team Gerolsteiner          | gl. Zeit   |
| 7    | Gorazd Štangelj     | Slowenien   | Lampre-Caffita             | gl. Zeit   |
| 8    | Martin Elmiger      | Schweiz     | Phonak Hearing Systems     | gl. Zeit   |
| 9    | Massimilano Gentili | Italien     | Naturino-Sapore di Mare    | gl. Zeit   |
| 10   | Santo Anzà          | Italien     | Acqua & Sapone-Adria Mobil | gl. Zeit   |